# Škola primijenjene umjetnosti i dizajna (Zagreb)
Škola primijenjene umjetnosti i dizajna Zagreb (ŠPUD) jedna je od najstarijih srednjih škola u Hrvatskoj. Smještena je na Trgu Republike Hrvatske u Zagrebu.
Krajem 19. stoljeća, u skladu s onovremenim shvaćanjima potrebe obrazovanja vlastitog stanovništva u cilju podizanja ukupnog napretka i blagostanja, osnovana je 1882. godine Obrtna škola. U onom vremenu je to, poslije glasgovske Državne škole za dizajn (Government School of Design Glasgow) osnovane 1845., bila prava moda među bogatijim i prosvjećenijim europskim državama. Zagrebačka škola je bila nasušna potreba i zbog obnove zagrebačke katedrale koja se bila urušila u potresu 1880. godine. U čitavoj Hrvatskoj tada nije bilo dovoljno kvalificiranih majstora koji bi se mogli prihvatiti tog zadatka. Osnutak škole bio je logičan potez Hermanna Bolléa, graditelja i voditelja obnove katedrale. U obnovi katedrale (1880. – 1906.) u velikoj mjeri sudjelovali su i prvi polaznici škole.

## Povijest

### Osnivanje škole
Naredbom vlade od 9. listopada 1882. godine u Zagrebu je osnovana Kraljevska zemaljska obrtna škola i spojena je s Muzejom za umjetnost i obrt. Obuka je započela 10. prosinca u neprikladnom prostoru na Dolcu. Godine 1883. škola seli u prenamijenjenu zgradu u Ilici 45. Nakon pet godina zgrada postaje premalena. Zbog potrebe za vlastitom zgradom sa školskim internatom i muzejskim prostorom, a i zbog dobrih rezultata prvih godina, Zemaljska vlada je već 1887. godine Hermannu Bolléu povjerila izradu nacrta za novu školsku zgradu. Nova reprezentativna palača Obrtne škole i s njom spojenog Muzeja za umjetnost i obrt gradi se u Donjem gradu, na Sveučilišnom trgu. Posvećena je 21.lipnja 1891. godine.
Škola dolazi na dnevni red Hrvatskog sabora 1889. sa zahtjevom za ustaljenjem, tj. da uđe u troškovnik hrvatske vlade. Ona već nosi naslov "kraljevske", a sad se traži i "zemaljske". Na saboru se zahtjev prihvaća te predaje Njegovom Veličanstvu 10. prosinca 1889. godine. Taj Zakon o ustrojenju Kraljevske i zemaljske obrtne škole, koji se nalazi u saborskoj knjizi zakona, izgleda ovako:
Ukaz cara Franje Josipa o ustrojenju Kraljevske i zemaljske obrtne škole
Mi, Franjo Josip Prvi po milosti božjoj cesar Austrijanski, kralj Češki itd. i apostolski kralj kraljevinah Ugarske, Hrvatske, Slavonije i Dalmacije potvrdjujemo predloženi Nam u osnovi po hrvatsko-slavonsko-dalamtinskomu saboru zakon o ustrojenju zemaljske obrtne škole u Zagrebu. Za teoretičku i praktičnu naobrazbu mladićah, koji se žele posvetiti obrtu, pokusno ustrojena obrtna škola u glavnom gradu Zagrebu proglašuje s oviem kr. Zemaljskom obrtnom školom. Sastavnim dielom te škole je muzej za umjetnost i obrt... Provedba ovoga zakona povjerava se banu. Dano u Beču dne desetoga prosinca godine hiljadu osamsto osamdeset i devete.(M. P.) Franjo Josip v.r. Imbro Josipovich s.r. Dragutin grof Khuen-Hedervary s.r.

### Nova zgrada škole
Zgrada je planirana vrlo raskošno za sredinu i okolnosti u kojima je nastala. Srednji dio zgrade u pročelju obuhvaćao je prostorije Muzeja za obrt i umjetnost i knjižnicu. Južno krilo obuhvaćalo je prostorije internata, stanove upravitelja, prefekata, spavaonice pitomaca, veliku blagovaonicu, bolnicu, dvoranu za učenje, dvoranu za glazbu, kuhinju, stanove za kućanstvo, kupaonicu za pitomce i ostale prostorije te razrede za teoretsku obuku. Sjeverno pokrajnje krilo obuhvaćalo je kiparske atelijere, ravnateljsku pisarnu s ravnateljevim atelijerom za crtanje, stanom vratara i atelijer za dekorativno slikarstvo. U prvom katu nalazio se ravnateljev stan i prostorije graditeljske škole. Sjeverno krilo završavalo je na zapadnoj strani jednokatnom gradnjom u kojemu je bio smješten lončarski odjel. U pokrajnja krila glavne dvokatne zgrade smještene su radionice, a između ovih je smještena skupna dvorana. Uz Bolléa, po njegovim nacrtima do najsitnijih detalja: opreme, kovanih ukrasa, namještaja, generacije učenika Obrtne škole sudjelovale su u radu na svojoj zgradi. U godišnjim izvještajima spominje se rad na unutarnjem uređenju Muzeja, na namještaju biblioteke, stijenama i stropovima, ogradama stubišta, kamenim oplatama za vrata Muzeja, viseće svjetiljke na plin u prostoru Muzeja, rešetke na prozorima te velika četverokrilna bogato urešena muzejska vrata, i dr. Osnovne zadaće škole bile su tri glavne umjetničke grane: arhitektura, plastika i dekorativno slikarstvo. Za tu svrhu u školi su uređene kompletne radionice. Godine 1889. škola je proglašena definitivnom. Muzej za umjetnost i obrt je sastavni dio.

### Uprava Hermanna Bollea
Školom i internatom upravlja Direktorij: Kršnjavi, Bollé i Suhin, a od 1890. godine Bollé je imenovan samostalnim ravnateljem i upravlja školom do odlaska u mirovinu 1914. Ono što je učinio kao pedagog i učitelj na odlično vođenoj Obrtnoj školi, bio je daljnji preduvjet kvalitetnoj opremi arhitekture i ambijenata u Hrvatskoj i Zagrebu na smjeni stoljeća. Kroz 32 godine rada i vođenja Obrtne škole Hermann Bollé je odgojio stotine pitomaca koji su zauzeli vodstvo u obrtničkom staležu, a u umjetničkom obrtu prva mjesta. Uz tu školu je 1892. osnovana i pripojena Graditeljska škola, kojoj je također ravnatelj Bollé. Iz Graditeljske škole se razvila Državna srednja tehnička škola koja je prerasla u Arhitektonski fakultet, a nastavnici iz škole su, od 1907. godine, angažirani na tek osnovanoj Višoj školi za umjetnost i umjetni obrt. Bollé je, kao zavodski ravnatelj, 1904. godine izradio znanstvenu osnovu za odjel u kojem će odrasle djevojke vježbati i usavršavati se u crtanju i izradi umjetno-obrtnih predmeta.
Članovi učiteljski zbora godine 1894. bili su: Hermann Bollé (upravitelj), Đuro Burić, Josip Bauer, Hektor Eckel, Ignjat Franc, Ignjat Vuksan, Josip Vidnjević, Ivan Pintarić, Gustav Kaltnecker, Milan Basler, Dragutin Erega, Janko Koncijančić, Jakob Pešek, Adolf Reichwein, N. Šandor, Slavoljub Patriarch, Đuro Kuten i Vilim Pichler. Nastavničke obveze su izrečene putem prisege ili zakletve, a nastavnici se biraju ispočetka dekretom. Kako se mijenja monarhija tako se mijenja i zakletva. Evo kako je izgledala prisega nastavnika iz Bolléovog vremena:
Ja, Viktor Rimay, zaklinjem se živim Bogom, Blaženom Djevicom Marijom i svim svecima Božjim, ter vjeru zadajem i obećajem prejasnom nasljednom vladaocu premilostivomu cesaru austrijanskomu, kralju češkomu, apoštolskomu kralju ugarskomu, hrvatskomu, slavonskomu, dalmatinskomu itd. da ću Njegovu Veličanstvu vazda vjeran i odan biti... da ću kao privremeni pomoćni poslovodja kralj. Zemaljske Obrtne škole u Zagrebu službu svoju vjerno i revno obavljati, ravnatelja zavoda gdje sam na službovanje pozvan... svaki povjereni mi posao po najboljem znanju obaviti, među pitomci zavoda ćudorednosti, radinosti i propisani poredak svim svojim silami poticati i širiti... oruđe i namještaj radione uredno čuvati i da se od ovih dužnosti nikakvimi obziri neću dati odvratiti, napokon da ću službene tajne vjerno čuvati.- tako mi Bog pomogao, Blažena Djevica Marija i svi svetci Božji! U Zagrebu, dne 4. svibnja 1894. Viktor pl. Rimay - Da je ovo prisega pred menom u nazočnosti Franje Tudja, ravnatelja pomoćnih ureda srednjih škola i Adolfa Reichweina, učitelja, položena, ovim potvrđujem - Hermann Bollé (i potpisi ostale trojice).

### Kronologija
- 1882. Kraljevska i zemaljska vlada Hrvatske, Slavonije i Dalmacije na svojoj sjednici od 9.10. izdaje Naredbu o ustrojstvu obrtne škole i potvrđuje predloženi direktorij: Izidor Kršnjavi (direktor Strossmayerove galerije), Hermann Bollé (graditelj i voditelj obnove zagrebačke katedrale) i Eduard Suhin (prebendar crkve sv. Marka). Škola sklapa 30. listopada ugovor o najmu prostora u danas nepostojećoj kući na Dolcu br 2. Nastava počinje 17. studenog. Prvih dvadeset dana uređivao se i opremao prostor za "Svečano otvorenje škole 10. prosinca". Otvorenju su uz onovremene uglednike i nastavnike prisustvovali i učenici (njih dvadeset) iz raznih dijelova Hrvatske, koji su nakon 4 godina školovanja maturirali kao bravari, klesari ili stolari.
- 1883. Škola iznajmljuje nove prostorije u llici 45.
- 1885. radovi učenika na Industrijskoj i gospodarskoj izložbi u Budimpešti.
- 1886. počinje gradnja današje zgrade. Projektant je direktor H. Bolle.
- 1888. Izidor Kršnjavi istupa iz direktorija, Suhin ostaje još dvije godine, a Hermann Bollé će biti ravnateljem sve do 1914. - ukupno 32 godine, i za to vrijeme dat će bitno obilježje školi.
- 1889. Škola je 10. prosinca imenovana kraljevskom i zemaljskom, ukazom Cara: Mi, Franjo Josip I., po milosti Božjoj cesar Austrijski, kralj Češki kralj apostolski kraljevina Ugarske, Hrvatske, Slavonije i Dalmacije, potvrđujemo predloženi nam u osnovi Zakon o ustrojstvu Kraljevske i zemaljske obrtne škole...(slijede potpisi Franje Josipa I., Khuen Hedervaryja i Imbre Josipovicha).
- 1891. svečano otvorenje nove, sadašnje, zgrade na Trgu Maršala Tita i preseljenje u novu zgradu.
- 1896. učenički radovi na Milenijskoj izložbi u Budimpešti.
- 1900. učenički radovi na Svjetskoj izložbi u Rimu.
- 1904. osniva se ženski odjel Obrtne škole (djeluje do 1908. god].
- 1914. prema naredbi vlade škola ustupa prostor bolnici Crvenog križa i ne radi jednu školsku godinu.
- 1916. nastava se ponovo održava u sada opustošenom prostoru (školski internat će se otvoriti tek 1918. god.)
- 1919. od škole se odvaja Muzej za umjetnost i obrt, koji je od osnutka bio dijelom škole.
- 1925. otvaraju se novi Odjeli - za mramor, mozaik i autogeno zavarivanje.
- 1932. za ravnatelja škole dolazi kipar Vojta Braniš: (Bzenec, Slovačka, 1893. -Zagreb, 1983.), koji će u dva navrata oživljavati i reformirati školske programe. Strogom disciplinom i stručnim vodstvom, Internatom koji pomno prati sve aktivnostl učenika, Braniš će svojim autoritetom i odličnim učenicima podići ugled škole.
- 1937. Škola uređuje jugoslavenski paviljon na Svjetskoj izložbi u Parizu, radove koje je sam Le Corbusier ocijenio kao najuspjelijim na cjeloj izložbi.
- 1939. učenici izvode dijelove jugoslavenskog paviljona i izlažu svoje radove na Svjetskoj izložbi u New Yorku. U jesen iste godine vlasti iz političkih razloga smjenjuju i nekolicinu profesora; uslijedio je skoro tromjesečni štrajk učenika koji su tražili povratak direktora i inauguriranje škole u višu školu.
- 1945. nova vlast, neznatno mijenja program škole i daje joj novi naziv  - I. i II. industrijska škola.
- 1947. obrtni odjeli se odvajaju i sele i postaju  I. industrijska škola, umjetnički programi ostaju u zgradi na Trgu maršala Tita i djeluju pod nazivom II. industrijska škola.
- 1948. nakon što je u Beogradu osnovao Akademiju za primijenjenu umetnost, Vojta Braniš vraća se za ravnatelja i školu refarmira u duhu Bauhausa. Školovanje traje 5 godina, učeničke izložbe su gotovo redovite, internat je ukinut, ugled škole ponovo raste. Jedino što Vojta Braniš nije uspio je provesti ideju da je dizajn važno uskladiti s privredom.
- 1950. osnovan fotografski odjel.
- 1977. opća reforma školstva Stipe Šuvara zahvaća i školu, koja postaje jedna tek jedna od dvanaest škola obrazovnog centa za kulturu i umjetnost (Radna jedinica).
- 1979. škola postaje OOUR unutar Centra šta joj omogućava djelomičnu samostalnost (vođenje financija, i malu slobodu kreranja programa tako je uvedeno nekoliko sati crtanja više).
- 1985. od 4. svibja bivša ŠPU i Obrtna škola napokon je zasebna umjetnička škola s punim nazivom Škola za prlmljenjenu umjetnost i dlzajn.

## Ustroj

### Odgojno-obrazovni rad
Danas Škola primijenjene umjetnosti i dizajna, radi kao srednja umjetnička škola s četverogodišnjim nastavnim programom i sljedećim odjelima: odjel likovne umjetnosti i dizajna (pripremna godina), aranžersko-scenografski odjel, odjel unutrašnje arhitekture, fotografski odjel, grafički odjel, odjel za dizajn keramike, kiparski odjel, odjel za dizajn metala, slikarski odjel i tekstilni odjel.

### Izložbeni salon Izidor Kršnjavi
U sklopu škole od 1984. godine djeluje galerija "Izložbeni salon Izidor Kršnjavi" u kojem se održavaju razne izložbe.

## Vanjske poveznice
Mrežna mjesta
- Škola primijenjene umjetnosti i dizajna Zagreb  Arhivirana inačica izvorne stranice od 20. travnja 2012. (Wayback Machine), službeno mrežno mjesto
- Izložbeni salon Izidor Kršnjavi i facebook stranica
- Udruga bivših učenika Škole primijenjene umjetnosti i dizajna Zagreb